# Streifenmaske

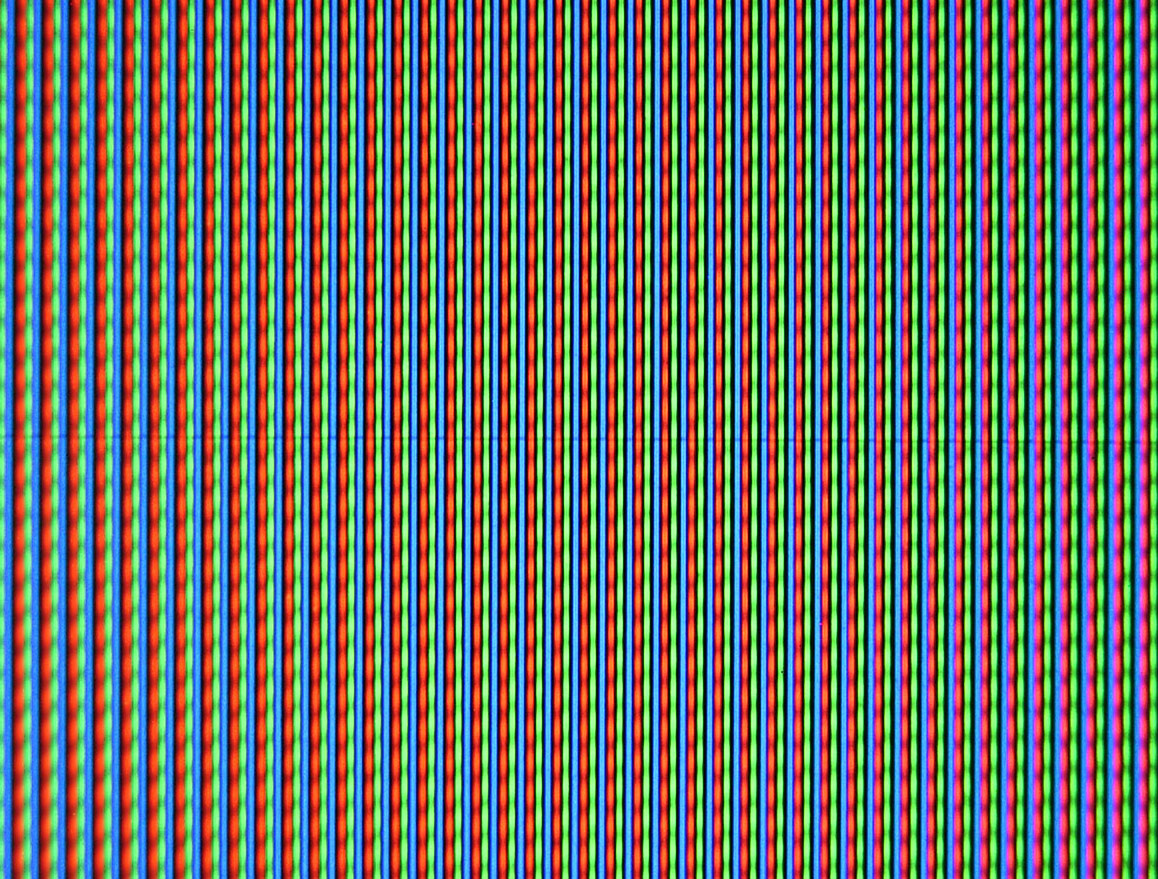
Makroaufnahme eines Monitors mit Streifenmaske

Die Streifenmaske wurde von der Firma Sony erfunden und unter dem Handelsnamen Trinitron vermarktet. Das System ist ein dünnes Netz vertikaler Drähte, welches in Farbbildröhren hinter dem Bildschirm angebracht ist. Anders als die Lochmaske und die Schlitzmaske besteht eine Streifenmaske aus vertikal gespannten Drähten oder Blechstreifen, die nicht horizontal miteinander verbunden sind. Streifenmaskenröhren werden besonders in professionellen Monitoren eingesetzt, da sie sich durch besonders hohe Lichtstärke und hervorragende Bildqualität auszeichnen. 
Durch den Zwischenraum zweier Drähte tritt der Elektronenstrahl auf die Leuchtschicht, welche dann die entsprechende Farbe als sichtbares Licht emittiert. Wie bei der Schlitz- und Lochmaskenröhre schattet die Streifenmaske die jeweiligen Farbstreifen von den Elektronen der „falschen“ Elektronenstrahlen ab (vgl. Schlitzmaske). Die Leuchtschicht besteht auch hier aus den drei Grundfarben Rot, Grün und Blau, die wie bei der Schlitzmaskenröhre als vertikale Streifen nebeneinander angeordnet sind. Durch die additive Farbmischung können auf diese Weise beliebige Farben dargestellt werden.
Auf Grund ihrer Bauweise ist die Streifenmaske besonders empfindlich gegen mechanische Erschütterungen. Aus diesem Grund sind bei Monitoren manchmal zwei horizontale Haltedrähte eingesetzt, die dem Drahtnetz den nötigen Halt geben.

Die erforderliche mechanische Spannung der vielen Drähte erfordert auch mit Haltedraht einen steifen, massiven Stahlrahmen im Inneren der Röhre. Die Drähte sind oft als aus einem Blechband gefertigte Streifen ausgebildet. Die Breite des Blechbandes umfasst die gesamte Breite des Bildschirms. Im Blechstreifen werden im Bereich des Bildes Streifen mit der vollen Bildhöhe geätzt.
Der Blechstreifen wird unter Vorspannung auf den Rahmen punktgeschweißt.
Die nebenstehende Abbildung zeigt eine Makroaufnahme eines Bildschirms mit Streifenmaske. Auf der Abbildung in Originalgröße ist gut der horizontale Haltedraht zu sehen, der sich über den gesamten Bildschirmbereich erstreckt. Die beiden Haltedrähte sind besonders gut bei hellen Hintergründen sichtbar, stören beim Gebrauch aber kaum.

Aufgrund der Bauweise haben Streifenmaskenmonitore eine höhere Durchlässigkeit für die Elektronenstrahlen als Monitore mit Loch- oder Schlitzmaske. Dadurch wird weniger Energie in Wärme umgewandelt, dafür aber mehr in Licht. Daraus resultiert eine höhere Leuchtdichte und ein besserer Kontrast.